# حشره‌خوار دندان‌سفید مونتان
 حشره‌خوار دندان‌سفید مونتان (نام علمی: Crocidura montis) نام یک گونه از سرده حشره‌خوارهای دندان‌سفید است.